# Saigerhütte Chemnitz
Die Saigerhütte Chemnitz war ein Ende des 15. Jahrhunderts gegründetes und bis Mitte des 16. Jahrhunderts bestehendes Hüttenwerk der Buntmetallurgie im heutigen Chemnitzer Stadtteil Kapellenberg, allerdings in der historischen Gemarkung Chemnitz. In ihm wurde das seinerzeit neue Saigerverfahren zur Silberscheidung aus Kupfer praktiziert.

## Vorgeschichte und Vorbemerkungen
Vom sächsischen Landesherrn war im Regalrecht festgelegt, dass alles geschmolzene Silber aus gefördertem Silbererz in die Münze zu liefern war. Über dieses Ankaufsmonopol war der Silberpreis unabhängig vom tatsächlichen Aufwand gesichert. Vom Kupfererz musste in der Regel der Zehnte abgeliefert werden, über das enthaltene Metall jedoch durfte der Grubenbesitzer mengenmäßig und preislich frei verfügen.
Mit Entdeckung des Saigerverfahrens zur Silberscheidung gelang es somit dem Eigentümer der Schmelzhütte, selbst in den Besitz des im Kupfererz enthaltenen Silbers zu kommen, das nicht ablieferungspflichtig war. Denn der dem Landesfürsten zustehende Anteil am Kupfererz war mit dem Zehnten bereits abgegolten. Der Metallhandel erkannte recht schnell die Bedeutung des Verfahrens, was kapitalkräftige Kaufleute dieses Handelszweigs zum Bau großer Saigerhütten veranlasste.
Zu Beginn waren es vordergründig Nürnberger Patrizier, die sich bei der Gründung von Saigerhütten bzw. Saigerhandelsgesellschaften hervorhoben. Nürnberg war seinerzeit eines der bedeutendsten Zentren der Metallverarbeitung Europas. Gleichzeitig konnte der Metallhandel als Eigentümer der Hütten die Rohstoffversorgung sichern.
In Thüringen entstanden zwischen 1461 und 1565 insgesamt zwölf Saigerhütten, die zu Beginn vor allem mansfeldisches Schwarzkupfer versaigerten. Als erste dieser Hütten wurde die Saigerhütte Schleusingen am 20. November des Jahres 1461 konzessioniert.
Im Herzogtum Sachsen entstand 1470/71 mit der Saigerhütte Chemnitz das erste Hüttenwerk dieser Art.

## Geschichte des Hüttenwerks

### Privilegierung einer Saigerhüttengesellschaft des Nickel Tyle im Jahre 1471
Ein am 5. Februar 1471 ausgestelltes Privileg sagt u. a. aus, dass ein Nickel Tyle gegenüber Ernst und Albrecht von Sachsen bekannt hatte, dass er und seine Saigerhüttengesellschaft eine Saigerhütte bei Chemnitz mit hohem Kosten- und Arbeitsaufwand gebaut und die Fürsten um Freiheit und Verschreibung hierüber gebeten bat. Das Privileg legt fest, dass Tyle und seine Saigerhüttengesellschaft auf ihren Bergwerken gefördertes Kupfer, wenn sie es vorher verzehnt haben, ebenso wie alles erkaufte in- und ausländische Kupfer saigern und das gewonnene Silber und Kupfer frei verkaufen dürfen. Die Unterzeichnung dieses Dokumentes trägt den 5. Februar 1471 als Datum, was vermuten lässt, dass der Bau der Hütte bereits 1470 erfolgt war.
Der Chemnitzer Bürger Nickel Tyle (oder Thiele) war seit 1458 mehrfach Ratsherr in der Stadt. Er beteiligte sich früh am aufblühenden Bergbau im erzgebirgischen Geyer, wo er gemeinsam mit anderen Personen – zusammengeschlossen in der Tirmannstolln-Gesellschaft – mehrere Bergwerke besaß. Unter den Mitgliedern dieser Gesellschaft war u. a. auch Hans Schütz aus Nürnberg.

### Übernahme der Gesellschaft durch Ulrich Schütz und Neubau der Anlagen
Seit 1466 war der Bruder des Hans Schütz, Ulrich Schütz, in Chemnitz wohnhaft. Um das Jahr 1470 wurde dieser Tyles Schwiegersohn. Ein Jahr später sind beide Brüder Hans und Ulrich Schütz sowohl Mitglieder der Stollngesellschaft als auch der Saigerhüttengesellschaft. Es ist bis dato nicht bekannt, seit wann Ulrich Schütz die Geschäfte seines Schwiegervaters führte und ob dies für beide Gesellschaften gleichzeitig geschah. Schütz übernahm spätestens 1479 gemeinsam mit seinem Bruder Hans und dem Ehemann seiner Schwester Anna, Merten Pauer in Leipzig als Hauptgesellschafter die Tirmannstolln-Gesellschaft.
Infolge einer den 1470er und 80er Jahren gestiegenen Ausbeute der Geyerschen Bergwerke, plante die Saigerhüttengesellschaft unter nunmehriger Leitung von Schütz in den 80er Jahren des 15. Jahrhunderts den Bau einer neuen Hütte. Um Konflikte mit den an der Chemnitz ansässigen Mühlenbesitzern zu vermeiden, erwarb Schütz ab 1477 zahlreiche Grundstücke, Mühlen und Wasserrechte. 1486 erwarb er die Stangenmühle und im Jahr darauf die Reissigmühle, an deren Standort er 1488 eine neue Saigerhütte mitsamt Wassergraben, einem Kupferhammer sowie drei Häuser errichten ließ.
Ulrich Schütz, welcher wohl kurz vor seinem Bruder Hans 1505/06 starb, hatte den Bergbau in Geyer, die Saigerhütte in Chemnitz und die Stadt Chemnitz in ihrer größten Blüte erlebt und mitgestaltet.

### Änderung der Besitzverhältnisse nach Schütz Tod und Monopolbestrebungen der Welser
Der gleichnamige Sohn des Ulrich Schütz erhielt im Jahre 1506 den landesherrlichen Lehnbrief über die Hüttenanlagen. Mit Tod von Hans Schütz veränderten sich die Besitzverhältnisse: Hans Schütz Söhne Gregor und Marx erwarben die Anteile von Merten Pauer in Leipzig und des Weiteren so viele Anteile von den Erben Ulrich Schütz dem Älteren, dass diesen nur noch ein Viertel gehörte.
1525 erwarben Gregor und Marx Schütz die letzten Anteile von Erben des Ulrich Schütz an den Hüttenanlagen. Zu diesem Zeitpunkt traten die im Nürnberger Kupfergeschäft tätigen Welser in Erscheinung. Ein gewisser Hieronymus Walther in Leipzig, seines Zeichens Mitgesellschafter, Verwandter und Diener des Bartholomäus Welser, hatte offenbar in dessen Namen Geschäfte mit Gregor Schütz getätigt und eine neue Gesellschaft gegründet, bevor er 1526 nach dem Kauf der Chemnitzer Hüttenanlagen Herzog Georg von Sachsen um die Bestätigung hierüber bat.
Die Welser konnten jedoch ihre angestrebten Monopolpläne über die Bleiproduktion in Goslar, die böhmische Kupfer- und Silberproduktion sowie die sächsische und böhmische Zinnausbeute nicht durchsetzen. Nach 1530 gewann wieder die Familie Schütz an Einfluss auf die Hüttenanlagen, welche von ihren eigenen Bergwerken und ihrer weit verzweigten familiären Verankerung im erzgebirgischen Berg- und Hüttenwesen profitieren konnte. 1533 wurde Gregor Schütz Bergzehntner im Annaberger Revier. Als sächsischem Bergbeamten, war es ihm eigentlich untersagt, eigene Geschäfte zu machen, denn er erfuhr frühzeitig, wo es gute Ausbeute gab und so wahrscheinlich der Chemnitzer Hütte reichhaltiges Kupfererz zuführen konnte.

### Rückerwerb durch die Nachkommen des Ulrich Schütz und Ende des Hüttenbetriebes
Die Interessen der Nachkommen von Ulrich Schütz dem Älteren, welcher 1488 die Hüttenanlagen erbauen ließ, vertrat inzwischen der mehrmalige Chemnitzer Bürgermeister Hieronymus Schütz. Als Erbe von Ulrich Schütz war er nach dessen Tod bereits Mitbesitzer der Saigerhütten-Handelsgesellschaft gewesen. Mit dem Faktor der Welser in Leipzig, Hieronymus Walther, der eine Zeit in Chemnitz lebte oder hierher umsiedelte, war Schütz offenbar gut bekannt. 1544 kaufte Schütz die Saigerhütte mit Kupferhammer sowie den drei Häusern. Im Lehnbrief steht erstmals eine einzige Person, es existiert kein Hinweis auf eine Gesellschaft. Hieronymus Schütz verstarb 1552. Seine Söhne erhielten den Lehnbrief Kurfürst Augusts erst 1554, unter der Aufzählung der Erben im Lehnbrief ist keine Angabe über die Leitung der Anlagen enthalten.
Nach 1554 enden die Aufzeichnungen über die Chemnitzer Hüttenanlagen. Möglicherweise fielen die – zu diesem Zeitpunkt vermutlich bereits stillgelegten – Gebäude einem Hochwasser im Jahre 1560 zum Opfer.

## Standorterkundung

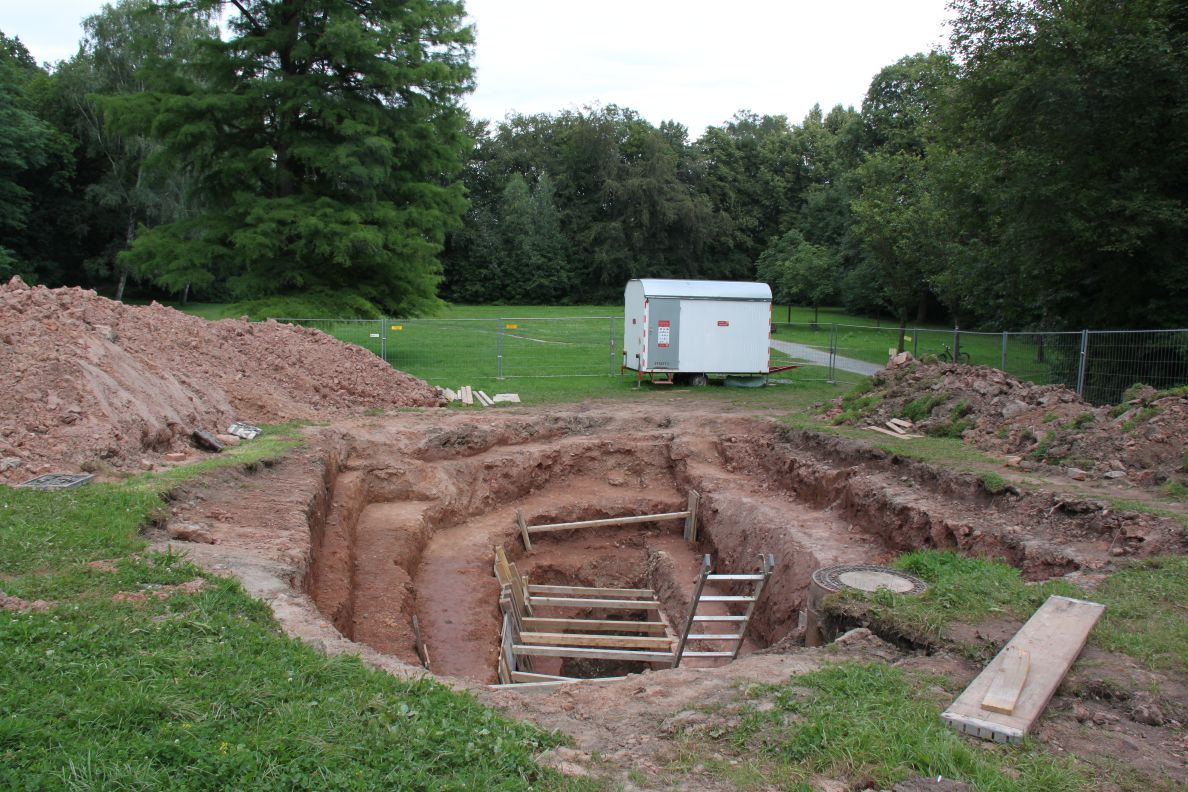
Erkundungsgrabungen im Chemnitzer Stadtpark im Juli 2011

Der ungefähre Standort der Saigerhütte des Ulrich Schütz ist durch eine Karte von Matthias Oeder bekannt und lässt sich, basierend darauf, auf einen kleinen Bereich nahe einem Wehre der Chemnitz im heutigen Stadtpark eingrenzen. Im Rahmen von Kanalbauarbeiten 1972 aufgefundene Mauerfragmente, Kupferschlacken, Holzkohlenreste sowie der ehemalige Mühlgraben, deuten darauf hin, dass sich an dieser Stelle ein Verhüttungsplatz befunden haben könnte.
Im Herbst 2008 wurde – ausgehend von den Ergebnissen einer historischen Vorerkundung – der Beschluss gefasst, eine geophysikalische Erkundung des vermuteten Standortes durchzuführen. Im März des folgenden Jahres wurde diese dann realisiert. Eine Auswertung der Ergebnisse von Georadar- und Magnetfeldmessung unter Hinzuziehung des Sächsischen Landesamtes für Archäologie mündete im Entschluss, möglichst bald eine Erkundungsgrabung durchzuführen.
Im Zeitraum 18. bis 29. Juli 2011 wurden gemeinsam vom Institut für Industriearchäologie, Wissenschafts- und Technikgeschichte (IWTG) der TU Bergakademie Freiberg und dem Sächsischen Landesamt für Archäologie eine Grabung veranlasst. In etwa 4,5 Metern Tiefe konnten der oben erwähnte Mühlgraben, Schlacke- und Keramikreste gefunden werden. Eine genaue Lokalisierung der Hütte gelang dabei jedoch nicht.

## Weiteres

### Hinweise auf eine Beschreibung der Saigerhütte in Agricolas „De re metallica libri XII“
Seit 1533/34 fungierte der seit 1531 in Chemnitz lebende Universalgelehrte Georgius Agricola als Vormund der Kinder des ältesten Sohnes von Ulrich Schütz, womit ein engerer Kontakt zu dessen Familie einherging. Nach dem Tod seiner ersten Frau heiratete Agricola 1542/43 sein Mündel Anna Schütz und wurde so Teil der einflussreichen Besitzerfamilie der Chemnitzer Saigerhütte. Daher ist es höchstwahrscheinlich, dass Agricola direkten Zugang zu der Hütte besaß und dies vielleicht dazu nutzte, seine auf die Zeit zwischen 1530 und 1550 datierte Arbeit an seinem Hauptwerk „De re metallica libri XII“ durch praktische Studien vor Ort zu ergänzen.
Basierend auf verstreuten, textlichen Hinweisen liegt der Verdacht nahe, dass Agricola sich in seinen Beschreibungen im 11. Buch eventuell direkt auf die Chemnitzer Saigerhütte bezogen haben könnte.
Allerdings erscheint eine genaue textliche Analyse des 11. Buches geboten, da nur auf solcher entschieden werden kann, ob es sich bei der Chemnitzer Hütte um die von Agricola beschriebene Hütte handelt. Dies setzt jedoch auch voraus, dass der Standort der Hütte lokalisiert und die Reste der baulichen Anlagen analysiert sowie der Baukörper rekonstruiert werden können.

### Modelle der Saigerhütte im Schlossbergmuseum Chemnitz
In den Jahren 1993/94 wurden für das Schlossbergmuseum Chemnitz zwei detaillierte Modelle einer Saigerhütte basierend auf Beschreibungen und Abbildungen bei Agricola im Maßstab 1:100 und 1:25 angefertigt, dessen größeres Exemplar einen ständigen Platz in der stadtgeschichtlichen Ausstellung des Museums fand.
Im Rahmen einer studentischen Projektarbeit am IWTG im Sommer 2008 sind allerdings erhebliche Zweifel an der korrekten Wiedergabe der Beschreibung der Saigerhütte im 11. Buch von Agricolas „De re metallica libri XII“ durch das Modell im Schlossbergmuseum geweckt worden, welche sich insbesondere auf die technische Einrichtung sowie die Versorgung und Verteilung der Wasserkraft in der Hütte beziehen.